# Ancistrocerus multipictus
Ancistrocerus multipictus är en stekelart som beskrevs av Smith. Ancistrocerus multipictus ingår i släktet murargetingar, och familjen Eumenidae. Inga underarter finns listade i Catalogue of Life.